# Nižné Ružbachy
Nižné Ružbachy és un poble i municipi d'Eslovàquia. Es troba a la regió de Prešov, al nord del país.

## Història
La primera referència escrita de la vila data del 1287.

## Demografia
| Godina             | 1994 | 2004   | 2014   | 2024   |
| ------------------ | ---- | ------ | ------ | ------ |
| Nombre de persones | 649  | 639    | 634    | 622    |
| Diferència         |      | −1,54% | −0,78% | −1,89% |

| Godina             | 2023 | 2024   |
| ------------------ | ---- | ------ |
| Nombre de persones | 620  | 622    |
| Diferència         |      | +0,32% |